# Bakewell (Tennessee)
Pour les articles homonymes, voir Bakewell.
Bakewell est un secteur non constitué en municipalité du comté de Hamilton dans le Tennessee. Il se situe au bord de l'U.S. Route 27 et de la Tennessee State Route 29 à 23 miles (environ 37km) de Chattanooga.

## Personnalité liés
- Jax Dane (1981-), catcheur (lutteur professionnel) né à Bakewell ;